# شمس‌آباد، هند
شمس‌آباد (به انگلیسی: Shamshabad) یک منطقهٔ مسکونی در هند است که در Ranga Reddy district واقع شده‌است.

## خصوصیات
شمس‌آباد ۵۷۴ متر بالاتر از سطح دریا واقع شده‌است.